# Mark Allen (jogador de snooker)
Mark Allen (Antrim, 22 de fevereiro de 1986) é um jogador profissional de snooker da Irlanda do Norte.
É profissional desde 2005. A sua carreira ficou principalmente notada com duas vitórias em torneios importantes no World Open em 2012 face a Stephen Lee e em 2013 face a Matthew Stevens. Chegou ao sexto lugar no ranking mundial de snooker. (março-maio e junho de 2013 e novembro de 2014 a janeiro de 2015)
Venceu o Masters de 2018 vencendo na final Kyren Wilson por 10-7.
Venceu o open da Escócia de 2018 vencendo na final (Shawn Murphy) por 9-7.
Venceu o Campeonato Britânico de Snooker de 2022 (época 2022-23) por 10-6.

## Torneios ganhos
A contar para o ranking mundial:
- World Open - 2012, 2013
- Players Championship Finals - 2016
- International Championship - 2018
- Scottish Open - 2018
- Campeonato Britânico de Snooker - 2022

Outros torneios:
- Wuxi Classic - 2009
- Masters - 2018